# Landesbeauftragter für den Datenschutz
Der Landesbeauftragte für den Datenschutz (LfD, auch Landesdatenschutzbeauftragter) ist der Datenschutzbeauftragte eines deutschen Bundeslands. Er überwacht und berät die öffentlichen Stellen des Landes in Fragen des Datenschutzes. Im Rahmen dieser Aufgabenerfüllung ist er unabhängig, weisungsfrei und nur dem Gesetz unterworfen.
Die Rechtsstellung und die Befugnisse des LfD sind in den jeweiligen Landesdatenschutzgesetzen geregelt.
Die Landesdatenschutzbeauftragten von Baden-Württemberg, Berlin, Brandenburg, Bremen, Hamburg, Hessen, Mecklenburg-Vorpommern, Nordrhein-Westfalen, Rheinland-Pfalz, des Saarlandes, Sachsen-Anhalt, Schleswig-Holstein und Thüringen sind außer für den Datenschutz auch für die Informationsfreiheit beziehungsweise für das Akteneinsichtsrecht zuständig.
Außer in Bayern sind die Landesbeauftragten für den Datenschutz darüber hinaus auch für die Datenschutzaufsicht im nichtöffentlichen Bereich, d. h. bei Wirtschaftsunternehmen, Vereinen, Verbänden oder Parteien, zuständig. In Bayern besteht hierfür das eigenständige Landesamt für Datenschutzaufsicht mit Sitz in Ansbach. Im Zuge der Umsetzung eines Urteils des Europäischen Gerichtshofs vom 9. März 2010 unterliegen die Landesdatenschutzbeauftragten auch bei ihrer Aufsichtstätigkeit im nichtöffentlichen Bereich keiner Aufsicht durch andere staatliche Institutionen mehr. Die ursprünglich in vielen Ländern bestehende Rechtsaufsicht durch die jeweilige Landesregierung gewährleistete nach Auffassung des Europäischen Gerichtshofs nicht die erforderliche Unabhängigkeit der Aufsichtsbehörden.
Zusammen mit der Bundesdatenschutzbeauftragten und dem Präsidenten des Bayerischen Landesamtes für Datenschutzaufsicht bilden sie die Konferenz der unabhängigen Datenschutzbehörden des Bundes und der Länder.

## Landesbeauftragte für den Datenschutz

### Baden-Württemberg
1. Ruth Leuze (1. April 1980 bis 31. März 1996)
2. Werner Schneider (1. April 1996 bis 6. März 1997 kommissarisch, ab 7. März 1997 bis 31. Oktober 2002 als LfD)
3. Peter Zimmermann (1. November 2002 bis 28. Februar 2009)
4. Jörg Klingbeil (1. April 2009 bis 30. April 2016)[2]
5. Stefan Brink (1. Januar 2017 bis 31. Dezember 2022)[3][4]
6. Tobias O. Keber (seit 1. Juli 2023)

### Bayern
1. Konrad Stollreither (3. Juli 1978 bis 31. Juli 1987)
2. Sebastian Oberhauser (1. August 1987 bis 31. März 1994)
3. Reinhard Vetter (1. April 1994 bis 30. November 2005)
4. Karlheinz Worzfeld (1. Dezember 2005 bis 31. Januar 2006 kommissarisch)
5. Karl Michael Betzl (1. Februar 2006 bis 17. Oktober 2008)
6. Karlheinz Worzfeld (17. Oktober 2008 bis 30. Juni 2009 kommissarisch)
7. Thomas Petri (seit 1. Juli 2009)

Siehe auch: Landesamt für Datenschutzaufsicht, zuständig für alle privaten Stellen

### Berlin
1. Hans-Joachim Kerkau (1. November 1979 bis 30. November 1989)
2. Hansjürgen Garstka (1. Dezember 1989 bis 1. Juni 2005)
3. Alexander Dix (2. Juni 2005 bis 28. Januar 2016)
4. Maja Smoltczyk (29. Januar 2016 bis 27. Oktober 2021)
5. Meike Kamp (seit 15. November 2022)

### Brandenburg
1. Dietmar Bleyl (1. März 1992 bis 31. Mai 1998)
2. Alexander Dix (1. Juni 1998 bis 1. Juni 2005)
3. Dagmar Hartge (seit 2. Juni 2005)

### Bremen
1. Hans Schepp (1. Juli 1978 bis 30. Juni 1983)
2. Alfred Büllesbach (1. Juli 1983 bis 30. Juni 1990)
3. Stefan Walz (1. Juni 1992 bis 31. Dezember 2000, zuvor kommissarisch)
4. Sven Holst (6. März 2006 bis 31. März 2009)
5. Imke Sommer (1. Mai 2009 bis 25. Januar 2024)
6. Timo Utermark (seit 14. November 2024)[5][6]

### Hamburg
1. Claus Henning Schapper (10. Mai 1982 bis 20. Juni 1990)
2. Hans-Hermann Schrader (1. Februar 1991 bis 22. September 2004)
3. Hartmut Lubomierski (22. September 2004 bis 31. Dezember 2008)
4. Johannes Caspar (4. Mai 2009 bis 22. Juni 2021)
5. Thomas Fuchs (seit 1. November 2021)

### Hessen
1. Willi Birkelbach (9. Juni 1971 bis 18. Juni 1975)
2. Spiros Simitis (18. Juni 1975 bis 22. Oktober 1991)
3. Winfried Hassemer (22. Oktober 1991 bis 30. Mai 1996)
4. Rainer Hamm (30. Mai 1996 bis 29. Juni 1999)
5. Friedrich von Zezschwitz (29. Juni 1999 bis 30. September 2003)
6. Michael Ronellenfitsch (1. Oktober 2003 bis 28. Februar 2021)
7. Alexander Roßnagel (seit 1. März 2021)

### Mecklenburg-Vorpommern
1. Werner Kessel (9. September 1992 bis 1. Dezember 2004)
2. Karsten Neumann (2. Dezember 2004 bis 1. Dezember 2010)
3. Reinhard Dankert (2. Dezember 2010 bis Dezember 2016)
4. Heinz Müller (7. Dezember 2016 bis 2022)
5. Sebastian Schmidt (seit 8. Dezember 2022)

### Niedersachsen
1. Klaus Tebarth (12. Juli 1978 bis 31. Oktober 1990)
2. Gerhard Dronsch (1. November 1990 bis 31. Mai 1999)
3. Burckhard Nedden (1. Juni 1999 bis 31. März 2006)
4. Hans-Joachim Wahlbrink (30. Juni 2006 bis 31. Dezember 2014)
5. Barbara Thiel (1. Januar 2015 bis 30. Juni 2023)
6. Denis Lehmkemper (seit 15. September 2023)[7]

### Nordrhein-Westfalen
1. Heinrich Weyer (5. November 1979 bis 4. September 1987)
2. Hans Maier-Bode (1. Dezember 1987 bis 30. Juni 1995)
3. Bettina Sokol (1. April 1996 bis 31. Juli 2009)
4. Ulrich Lepper (21. Januar 2010 bis 30. September 2015)
5. Helga Block (1. Oktober 2015 bis 30. Juni 2020)
6. Bettina Gayk (seit 19. Mai 2021)

### Rheinland-Pfalz
→ Hauptartikel: Der Landesbeauftragte für den Datenschutz und die Informationsfreiheit Rheinland-Pfalz
Parlamentarische Institutionen
- Ausschuss für Datenschutz (1974 bis 1978) und Datenschutzkommission (1978 bis 1991)
  - Vorsitzende
    - Walter Schmitt MdL (1974 bis 1983)
    - Leo Schönberger MdL (1983 bis 1988)
    - Franz Josef Bischel MdL (1988 bis 1991)

  - Geschäftsführendes Mitglied
    - Walter Becker Direktor beim Landtag (1974 bis 1991)

Landesbeauftragter für den Datenschutz
1. Walter Rudolf (15. April 1991 bis 14. April 2007)
2. Edgar Wagner (15. April 2007 bis 30. September 2015)
3. Dieter Kugelmann (seit 1. Oktober 2015)

### Saarland
1. Gerhard Schneider (20. Oktober 1978 bis 1. Juni 1995)
2. Bernd Dannemann (15. November 1995 bis 31. Dezember 2001)
3. Karl Werner Albert (1. Januar 2002 bis 1. April 2004)
4. Roland Lorenz (1. Juni 2004 bis 31. Mai 2010)
5. Judith Thieser (1. Juni 2010 bis 18. Oktober 2015 (verstorben))
6. Monika Grethel (ab dem 1. April 2016, davor kommissarisch)

### Sachsen
1. Thomas Giesen (9. April 1992 bis 31. Dezember 2003)
2. Andreas Schurig (1. Januar 2004 bis 31. Dezember 2021)
3. Juliane Hundert (seit 1. Januar 2022)

### Sachsen-Anhalt
1. Klaus-Rainer Kalk (17. April 1992 bis 15. März 2005)
2. Harald von Bose (16. März 2005 bis 31. Dezember 2020)
3. zwischen Januar 2021 und April 2024 war die Stelle vakant; der Landtag von Sachsen-Anhalt konnte sich seit 2018 mehrfach nicht auf einen Kandidaten einigen.[8]
4. Maria Christina Rost (seit 1. September 2024)

### Schleswig-Holstein
1. Ernst Eugen Becker (12. Juli 1978 bis 31. August 1992)
2. Helmut Bäumler (1. September 1992 bis 31. August 2004)
3. Thilo Weichert (1. September 2004 bis 15. Juli 2015)
4. Marit Hansen (seit 16. Juli 2015)

### Thüringen
1. Silvia Liebaug (1. März 1994 bis 28. Februar 2006)
2. Harald Stauch (1. März 2006 bis 29. Februar 2012)
3. Lutz Hasse (1. März 2012 bis 29. Februar 2024)
4. Tino Melzer (seit 1. März 2024)